# Кутузов, Михаил Николаевич
Михаил Николаевич Кутузов (1883—1938) — русский политический и общественный деятель,член Учредительного собрания от Нижнего Новгорода; педагог.

## Биография
Родился в селе Прогорелово Елецкого уезда Орловской губернии 7 (19) ноября 1883 года в дворянской семье.
Окончил Елецкую гимназию (1903) и с дипломом 1-й степени историко-филологический факультет Московского университета (1908).
Был социал-демократом и находился с 1902 года под полицейским надзором. Разойдясь с социал-демократами в аграрном вопросе, стал эсером. В августе 1905 года был арестован в Орле с революционной литературой, но в том же году по амнистии дело было прекращено. В 1908 году привлекался (вместе с В. Т. Владыкиным), но был признан невиновным.
В 1908—1911 годах преподавал: был учителем в Орловской гимназии, с августа 1909 года — преподавателем коммерческого училища в Гомеле.

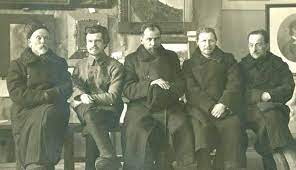
Преподаватели и организаторы Нижегородского народного университета: (слева направо) В. А. Ликин, М. Н. Кутузов, В. Н. Бочкарев, С. И. Архангельский и неизвестный

С 1911 года преподавал историю и географию в Нижегородском учительском институте. С 1914 года преподавал также в Нижегородском кадетском корпусе. С 25 октября 1915 по 31 марта 1916 года исполнял обязанности директора Нижегородского учительского института.
После Февральской революции был избран в состав Нижегородского комитета партии социалистов-революционеров (эсеров). В 1917 году был председателем Нижегородского губернского Совета крестьянских депутатов, товарищ председателя городской думы.
Был участником Комуча (Комитета членов Учредительного собрания), антисоветского эсеровского правительства, созданного в Самаре 8 июня 1918 года после захвата города белочехами. Позднее принимал участие в создании Уфимской директории.
Участвовал в заседании 5 января 1918 года Учредительного собрания, куда был избран по Нижегородскому округу № 3. Был членом Всероссийского учительского союза (ВУСа).
18 сентября 1918 года вошёл в состав Комуча, участник Уфимского совещания. После  Омского  переворота  в  связи  с  резолюцией  Центрального  комитета  партии эсеров  о  необходимости борьбы с  реакцией (так называемой "Черновской грамоты") подписал  заявление  12  эсеров, членов  Учредительного  собрания,  о  неподчинении  ЦК своей партии, кроме М. Н. Кутузова в число подписавших входили: В. Е. Павлов,  Е. Е. Лазарев,  Д. С. Розенблюм,  С. М. Лотошников,  В. В. Подвицкий,  Ф. К. Павлов,  М. С. Фокеев,  С. А. Володин,  Н. П. Огановский  и  В. А. Алексеевский

В своей работе «"Черновская грамота" и Уфимская директория» В. М. Чернов саркастически отзывается о своих критиках справа из числа социалистов-революционеров:
Впрочем, большая половина этих протестантов очень быстро через голову и "промежуточников" и левых пошла в Каноссу к большевикам. <...> Кутузов и Павлов-Рязанский были амнистированы, заплатив за это рядом публичных покаянных выступлений...
Был арестован в 1919 году и осуждён на 4,5 месяца тюрьмы. В дальнейшем — доцент кафедры истории СССР Горьковского педагогического института. Вновь был арестован в 1936 году. Умер 4 мая 1938 года в Горьковской тюрьме.

## Комментарии
1. ↑  Так в источнике "заявление 12 эсеров", но перечисленно только 11[3], В. М. Чернов считает, открытое письмо против резолюции ЦК ПСР подписали 10 человек, менее четверти присуствовавших[4]. В процитированнои источнике[3] ряд фамилий приведён без инициалов, при этом Кутузов и Архангельский не трактуются однозначно, так как в Учредительное собрание было избрано по два депутата с такими фамилиями. То, что речь идёт о М. Н. Кутузове, а не депутате от Смоленского округа Г. Ф. Кутузове, и В. А. Алексеевском, а не депутате от Приамурского округа А. Н. Алексеевском следует из работы В. М. Чернова  «"Черновская грамота" и Уфимская директория»[4].
2. ↑  "пошла в Каноссу", то есть согласилась на унизительную капитуляцию. Происходит от названия  замка в Северной Италии, где был в январе 1077 года отлучен от церкви и низложен император Священной Римской империи Генрих IV, после чего он униженно просил его простить Папу Римского Григория VII.
3. ↑  Публикаторы ошибочно толкуют эту персону , как В. Е. Павлова[5], хотя он не имел никакого отношения к Рязани, а был делегатом УС от Московской губернии. Очевидно, что речь идёт об Ф. К. Павлове.